# Jonas Dominique
Nils Jonas Axel Martinelli Dominique, född 20 oktober 1964 i Stockholm, är en svensk dirigent, kontrabasist och tonsättare.
Dominique är utbildad vid Kungliga Musikhögskolan och har framträtt som dirigent vid bland annat Stockholms Spårvägsmäns Musikkår, Folkoperan, Kungliga Filharmoniska Orkestern, Sveriges Radios symfoniorkester, Stockholms Läns Blåsarsymfoniker, Malmö symfoniorkester, Helsingborgs symfoniorkester, Norrköpings symfoniorkester, Gävle symfoniorkester, Linköpings Akademiska Orkester,  med flera.
Jonas Dominique är son till Monica och Carl-Axel Dominique, samt gift med Tua Åberg och systerson till Palle Danielsson.